# Storkläppen
Storkläppen är en svensk ö och fyrplats belägen i Östersjön nordost om Västervik.
På 1860-talet byggdes ett första sjömärke på ön, ett stenkummel. 1875 flyttade man dit en träbåk med rutig dagmarkering som stått på Svenska Högarna, men blivit överflödig där då en ny fyr byggts. 1890 fick Storkläppen sin första fyr, ett åttakantigt järntorn som flyttats hit från Västergarns utholme på Gotland. Samtidigt uppfördes en fyrvaktarbostad och redskapsbod i anslutning till fyren. Redan året därpå inträffade dock den så kallade kläppstormen, då fyrtornet förstördes och husen slets loss från sina fästen, bostadshuset kilades fast i en skreva på ön. Järnfyren flyttades sedan den reparerats till Arkö,  de nya bostadshusen uppfördes på den mer skyddade norra delen av ön.
Fyren ersattes av att man 1894 gjorde man om öns träbåk och placerade en fyrlykta med fotogenlampa i toppen. Ön ligger i ett så utsatt läge att nästan ingen odling är möjlig, och färskvatten saknas. Alla förnödenheter fick skeppas från land när vädret tillät. Fyren fick Dalénljus 1931 och blev ungefär samtidigt klädd i eternitplattor. Den blev automatiserad 1965, och 1985 installerades vindkraft som kraftkälla. Numera drivs fyren även av solpaneler och har en lampa på 20 watt. Fyren har sedan 2000-talet varit nedläggningshotad, men är än så länge i drift (2013). Sjöfartsverket anser inte att fyren är viktig för navigation längre.